# M 103
Messier 103 (англ. M 103, NGC 581, рус. Мессье 103) — рассеянное звёздное скопление в созвездии Кассиопеи.

## История открытия
Скопление было открыто Пьером Мешеном в 1781 году.

## Характеристики
M 103 находится на расстоянии 8000 световых лет от Земли.

## Наблюдения

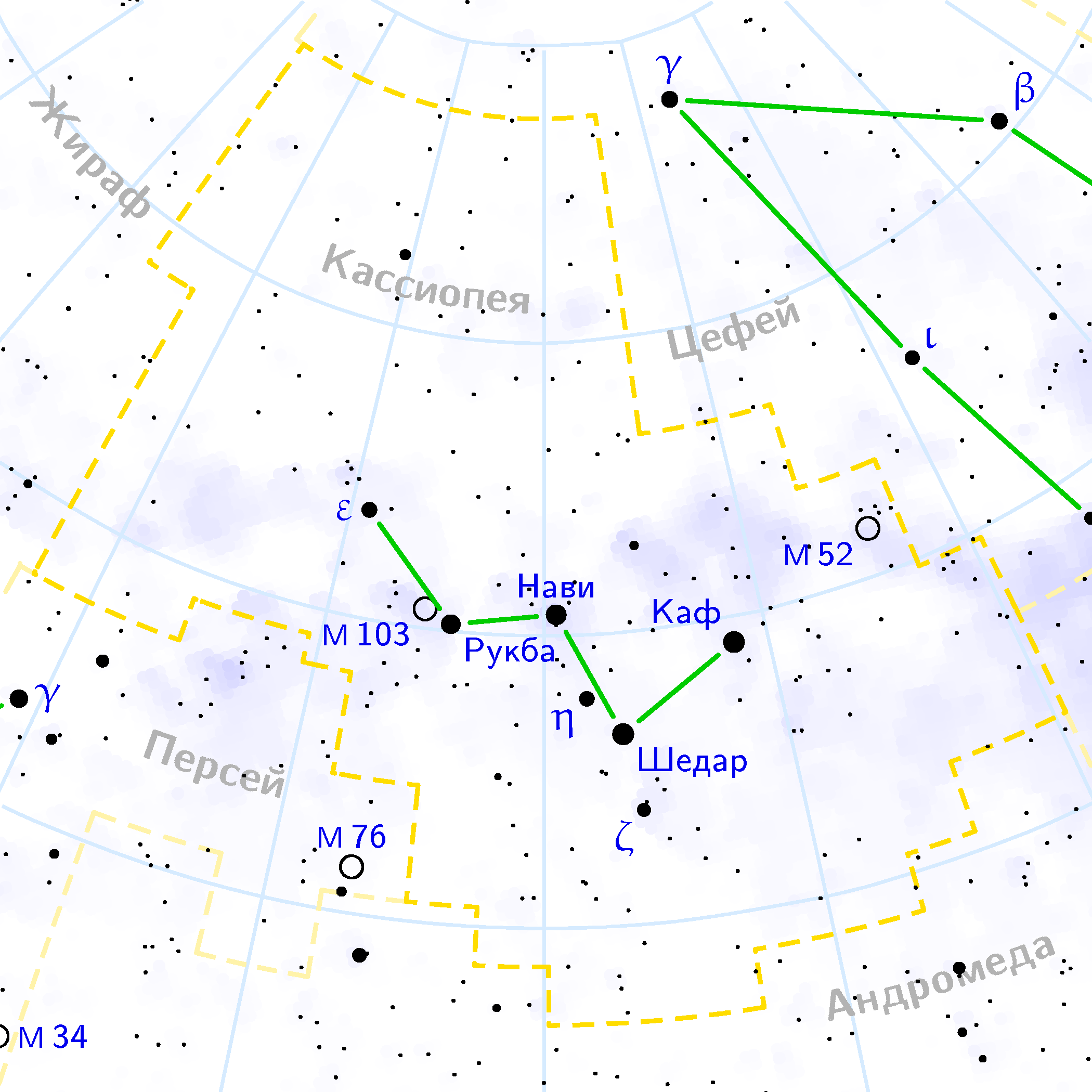
Рассеянное скопление M 103 находится в Созвездии Кассиопея

## Изображения
Гал.долгота 128.052° 

Гал.широта -1.804° 

Расстояние 10 000 св. лет